# Szakir Ansari
Szakir Ansari, fr. Chakir Ansari (ur. 22 czerwca 1991) – francuski i od 2015 roku marokański zapaśnik walczący w stylu wolnym. Olimpijczyk z Rio de Janeiro 2016, gdzie zajął trzynaste miejsce w kategorii 57 kg.
Zajął 23. miejsce na mistrzostwach świata w 2021. Brązowy medalista igrzysk afrykańskich w 2019. Złoty medalista mistrzostw Afryki w 2017; srebrny w 2019 i brązowy 2015 i 2020. Mistrz arabski w 2015. Dziewiętnasty w indywidualnym Pucharze Świata w 2020. Triumfator mistrzostw śródziemnomorskich w 2014. Szesnasty na mistrzostwach Europy w 2012 roku.